# Torte in corso con Renato
Torte in corso con Renato è stato un programma televisivo trasmesso in Italia dal 26 novembre 2012 al 20 dicembre 2013 dal canale TV Real Time e condotto da Renato Ardovino, il quale viene aiutato dal nipote Angelo Ardovino.
In ogni puntata Renato realizza, insieme al nipote Angelo, una torta o un dolce per un'occasione particolare, seguendo le richieste del cliente. La torta viene realizzata passo passo: partendo dalla base fino alle decorazioni che copriranno la torta.
All'interno delle puntate ci sono due rubriche. Nella prima, chiamata Sos Renato, Renato risponde a una richiesta che riceve dai telespettatori. Darà idea per delle ricette originali, oppure per riutilizzare avanzi di dolci. La seconda rubrica, chiamata invece Provaci ancora Angelo, vede il giovane Angelo cimentarsi con prove che suo zio Renato gli propone.
La seconda stagione del programma ha avuto inizio nell'aprile del 2013.
Visto il successo delle prime due stagioni, il programma è stato confermato anche per la terza stagione. Il programma è andato in onda a partire dal 25 novembre 2013. Il format è stato modificato rispetto alle prime due stagioni, infatti adesso il cliente non solo ordinerà la torta ma prenderà parte alla sua realizzazione. Inoltre le due rubriche presenti all'interno delle puntate, Sos Renato e Provaci ancora Angelo, sono state sostituite dalla rubrica Sweet & Easy, in cui Renato e Angelo rispondono a una richiesta di un telespettatore.
La voce fuori campo in tutte le tre stagioni è di Dario Maria Dossena.

## Svolgimento della puntata

### Nelle prime due stagioni
Nelle prime due stagioni, le puntate si dividevano in tre fasi:
- L'incontro con il cliente: Renato incontrava il cliente per conoscere che tipo di torta aveva bisogno e per quale occasione. In questa prima fase realizzava un bozzetto della torta che avrebbe eseguito
- La realizzazione: Renato e Angelo preparavano la torta e successivamente le decorazioni da applicarvi, spiegando il procedimento passo per passo
- La consegna: La torta veniva consegnata al cliente

### Nella terza stagione
A differenza delle prime due stagioni in cui il cliente ordinava semplicemente la torta, a partire da questa terza stagione, il cliente prenderà parte alla realizzazione della torta. Le puntate si divideranno in quattro fasi:
- L'incontro con il cliente: Renato incontrava il cliente per conoscere che tipo di torta vorrebbe realizzare con lui
- La realizzazione della torta: In questa fase Renato e Angelo realizzano la torta, ma senza realizzare le decorazioni
- La realizzazione delle decorazioni: Il cliente raggiunge Renato nel laboratorio e insieme a lui realizza le decorazioni che andranno sulla torta
- La presentazione finale: La torta viene presentata montata con tutte le decorazioni

## Stagioni
| Stagione | Puntate | Dal              | Al               |
| -------- | ------- | ---------------- | ---------------- |
| 1        | 20      | 26 novembre 2012 | 21 dicembre 2012 |
| 2        | 20      | 8 aprile 2013    | 3 maggio 2013    |
| 3        | 20      | 25 novembre 2013 | 20 dicembre 2013 |

## Il logo
Con il passare delle stagioni anche il logo del programma si è evoluto. Nella prima stagione il logo era costituito da un quadrato di color giallo con all'interno la scritta "Torte in corso con Renato". A partire dalla seconda stagione invece il logo è diventato tondo e di color arancione; la scritta "Torte in corso con Renato" forma il disegno stilizzato di un cupcake, con una ciliegina posizionata in cima.

## L'app
In seguito alla seconda edizione del programma, Real Time ha rilasciato un'app gratuita per iOS. È disponibile anche una versione sempre gratuita per Android. La stessa app è anche disponibile su Facebook sempre in versione gratuita.
L'app è stata concepita per essere un corso diviso in vari livelli, gli utenti possono seguire i tutorial della trasmissione, rispondere ai quiz, ottenere punti, sbloccare contenuti esclusivi e scalare la classifica della community. Inoltre possono condividere le loro foto con la community.

## Libri tratti dal programma
Nel 2013 Renato Ardovino ha pubblicato con Rizzoli il libro Torte in corso con Renato. Quando la pasticceria diventa arte in cui vengono spiegati i vari passaggi per la realizzazione di torte e/o decorazioni.